# هرناندية نوكوهيفية
هرناندية نوكوهيفية (الاسم العلمي:Hernandia nukuhivensis) هي نوع غير مؤكد من النباتات تتبع جنس الهرناندية من فصيلة الهرنانديات.